# Kroon van Castilië
De Kroon van Castilië was een unie van de koninkrijken León en Castilië.
De Kroon van Castilië als historische entiteit begint, zo neemt men over het algemeen aan, in 1230, met de finale en definitieve unie van de twee koninkrijken. Of de feitelijke unie van hun parlementen enkele decennia later. In 1230 was het de kroning van Ferdinand III "de heilige" tot koning van Castilië en León (dat de oude koninkrijken Galicië en Asturië omvatte).

## Twee koninkrijken: León en Castilië
Het koninkrijk León ontstond uit het oude koninkrijk Asturië. Het koninkrijk Castilië verscheen oorspronkelijk als een graafschap van het koninkrijk León. Tussen de tweede helft van de 10e eeuw en de eerste helft van de 11e eeuw verschoof het van León naar het koninkrijk Navarra. Korte tijd later werd het een onafhankelijk koninkrijkje.
De koninkrijken León en Castilië waren eerder al bij twee verschillende gelegenheden verenigd:
- In 1037 werden beide rijken onder Ferdinand I van León voor het eerst verenigd. Na zijn dood werden ze verdeeld onder zijn zoons zoals toen volgens Spaanse traditie de gewoonte was.
- Van 1072 tot 1157 waren beide weer verenigd onder Alfonso VI en Alfons VII van Castilië. Na de dood van de laatste werden de verscheidene koninkrijken weer onder de zoons verdeeld.

Ferdinand III "de heilige" ontving Castilië van zijn moeder Berenguela van Castilië in 1217 en in 1230 verkreeg hij León van zijn vader Alfons IX van León. Vanaf dan werden beide rijken verenigd onder de naam koninkrijk Castilië en León, later als Kroon van Castilië.
Ferdinand III zou vervolgens nog het koninkrijk verder uitbreiden met de vallei van de Guadalquivir terwijl zijn zoon Alfons het koninkrijk Murcia zou veroveren op Al-Andalus.
De koningen van de Kroon van Castilië hielden de titels van koning van Castilië, León, Toledo, Galicië, Murcia, Jaén, Córdoba, Sevilla en heer van het Baskenland. De kroonprins droeg de titel prins van Asturië (het oude kernland van het koninkrijk León).

### De Unie van de Cortes
Vrijwel ogenblikkelijk na de unie onder Ferdinand III werden de Cortes van beide koninkrijken samengevoegd. In dit samengevoegde parlement zaten drie fracties, overeenkomend met de drie standen: de adel, de kerk en het volk. Er waren vertegenwoordigers van Castilië, León, Galicië, Toledo, Navarra en de Baskische provincies. Het aantal steden dat vertegenwoordigers mocht afvaardigen naar de Cortes varieerde in de loop der jaren, maar na lang aandringen door de steden liet Johan I vastleggen dat de volgende steden afgevaardigden mochten sturen: Burgos, Toledo, León, Sevilla, Córdoba, Murcia, Jaén, Zamora, Segovia, Ávila, Salamanca, Cuenca, Toro, Valladolid, Soria, Madrid, Guadalajara en Granada (na 1492).
Onder Alfons X van Castilië ("de Wijze") was het merendeel van de Cortes van beide koninkrijken voortdurend samen. Toch kwam het tijdens zijn regering nog enkele malen voor dat beide Cortes afzonderlijk vergaderden. Vanaf 1301 eisten de vertegenwoordigers dat de parlementen permanent verenigd zouden worden.
Oorspronkelijk behielden de verschillende rijken en steden hun individuele historische rechten waaronder de oude fuero van Castilië en de verschillende fuero's van de raden van Castilië, León, Extremadura en Andalusië. Maar weldra werd een wet opgesteld die voor het hele koninkrijk zou gelden. Deze wet was gebaseerd op de Siete Partidas (c. 1265), de Ordenamiento de Alcalá (1348) en de Leyes de Toro (1505). Deze wetten bleven in gebruik tot in 1889 een nieuw burgerlijk wetboek (el Código Civil Español) werd opgesteld dat voor geheel Spanje geldt.

### De Spaanse taal en universiteiten
In de 13e eeuw werden er vele talen gesproken in de koninkrijken van León en Castilië waaronder Castiliaans, Asturisch-Leonees, Baskisch en Galicisch. Maar doorheen de eeuw won het Castiliaans aan belang als de taal voor cultuur en communicatie. Een voorbeeld hiervan is het 'Cantar de Mio Cid'.
In de laatste jaren van de regering van Ferdinand III begon men het Castiliaans ook te gebruiken voor bepaalde documenten maar het was tijdens de regering van Alfons X dat het de officiële taal werd. Van dan af werden alle publieke documenten, evenzo werden alle vertalingen niet langer naar het Latijn maar naar het Castiliaans gedaan. Over het hoe en waarom van deze evolutie bestaat er nog discussie. Langs de ene kant heb je er overtuiging dat dit te danken was aan de kracht van de taal, langs de andere kant is er de stelling dat het kwam door de invloed van de Hebreeuws sprekende intellectuelen die eerder vijandig stonden tegenover het Latijn, de taal van de katholieke Kerk.
Eveneens ontstonden er in de 13e eeuw vele universiteiten in Castilië waarvan sommige, zoals Salamanca en Palencia tot de eersten in Europa behoorden. In 1492 onder het Katholieke koningspaar werd de eerste editie van de Grammatica van het Castiliaans gepubliceerd door Antonio de Nebrija.

## 14e-15e eeuw: koninkrijk van de Trastamaras

De Kroon van Castilië in 1400.

### Troonsbestijging van de Trastamaras
Na de dood van Alfons XI ontstond er een dynastiek conflict tussen zijn zoons Peter I en Hendrik dat gerelateerd is aan de Honderdjarige Oorlog. Alfons XI was getrouwd geweest met Maria van Portugal waarmee hij een zoon en erfgenaam had Peter. Doch al vrij snel liet hij zijn vrouw in de steek en ging hij openlijk samenwonen met Leonora de Guzma met wie hij verscheidene kinderen kreeg, waaronder Hendrik, Graaf van Trastamara die zijn halfbroer de troon betwistte.
In deze strijd ging Peter een alliantie aan met Eduard, prins van Wales bijgenaamde de "Zwarte Prins". In 1367 versloeg Eduard Hendrik in de slag bij Nájera. Doch toen Eduard merkte dat Peter zijn afspraken niet kon nakomen liet hij hem in de steek. Hendrik die in ballingschap leefde in Frankrijk rook ondertussen zijn kans. Met hulp van de Franse veldmaarschalk Bertrand du Guesclin kon hij in 1369 Peter verslaan in de Slag bij Montiel, waarna hij zijn halfbroer liet ombrengen.
In 1371 trouwde Jan van Gent - broer van Eduard de Zwarte Prins - Hertog van Lancaster met Constance, de dochter van Peter. In 1388 eist hij vervolgens in naam van zijn vrouw de troon van Castilië op omdat zij volgens de Cortes van Sevilla van 1361 de wettige erfgename was. Toen Jan in A Coruña landde met een leger en oprukte door Castilië, kwam Hendriks zoon Johan met een compromis: hij stelde een huwelijk voor tussen zijn zoon Hendrik en de dochter van Jan Catharina van Lancaster. Speciaal voor hen werd de titel 'prins van Asturië' gecreëerd. Op deze manier versterkte hij het Huis Trastámara en bracht hij vrede tussen Engeland en Castilië.

### De relatie met de Kroon van Aragon
Gedurende de regering van Hendrik II, bijgenaamd el Doliente (= de Lijder), overschaduwde de koninklijke macht die van machtige Castiliaanse adel die daardoor kort gehouden werden. In de latere jaren van zijn regering delegeerde Hendrik wat van zijn macht naar zijn broer Ferdinand van Antequera die zou optreden als regent samen de koningin Catharina van Lancaster gedurende de minderjarigheid van de kroonprins Johan. Na het Compromis van Caspe in 1412 verliet Ferdinand Castilië om de troon te bestijgen in Aragon.
Na de dood van zijn moeder in 1418 besteeg Johan II op 14-jarige leeftijd de troon en trouwde hij met zijn nicht Marie van Aragon. Door zijn jeugdige leeftijd liet hij veel over aan Álvaro de Luna de minnaar van wijlen zijn moeder. Hierdoor kregen de hovelingen buitenproportioneel macht, waarna een conflict ontstond tussen deze hovelingen en de Castiliaanse adel en het Huis van Aragon. Toen Aragon de oorlog die hierop volgde verloor, werden de leden van de koninklijke familie ervan verbannen uit Castilië.
Johan trad in 1447 (voor de tweede maal) in het huwelijk met Isabella van Portugal (1428-1457), die in 1453 op drastische wijze een einde maakte aan de invloed van de hovelingen. Ook de Luna, die grote populariteit genoot bij de lagere klassen, viel in ongenade: hij werd gearresteerd en onthoofd. Johan II overleed in 1454, en werd opgevolgd door zijn zoon Hendrik IV.

### Tweede Successieoorlog
Hendrik IV tracht zonder succes de vrede met de adel te herstellen. Hij wordt hierom ook wel de "Machteloze" genoemd. Toen zijn tweede vrouw Johanna van Portugal het leven schonk aan een dochter, eveneens Johanna genaamd, werd algemeen aangenomen dat zij de dochter was van Beltrán de la Cueva, een van de belangrijkste ministers van Hendrik IV, met wie de koningin een affaire had.
Onder druk gezet door rellen en eisen van de edelen ondertekende Hendrik een verdrag waardoor de troon naar zijn broer Alfonso zou gaan en Johanna zou worden uitgesloten van de lijn van opvolging. Toen zijn broer na een ongeval stierf volgde een nieuw verdrag waardoor zijn halfzus Isabella hem zou opvolgen in ruil waarvoor hij haar man zou kiezen.

## Het Katholieke koningspaar: unie met de Kroon van Aragon

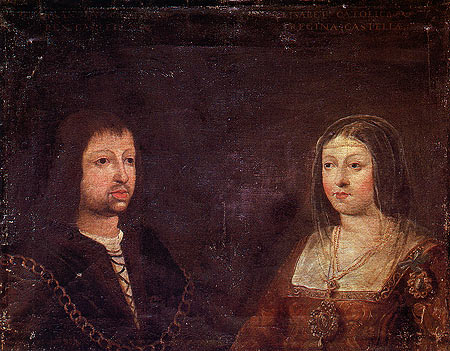
Het katholieke koningspaar: Ferdinand II van Aragon en Isabella I van Castilië.

In oktober 1469 trouwden Isabella en Ferdinand, erfopvolger van de troon van Aragon in het geheim in de Palacio de los Vivero in Valladolid. Het gevolg hiervan was de dynastieke unie van de Kroon van Castilië met de Kroon van Aragon toen Ferdinand in 1479 in Aragon de troon besteeg. Deze unie werd pas definitief met hun kleinzoon Karel I(V). Ferdinand en Isabella werden zelfs geëxcommuniceerd vanwege hun nauwe verwantschap en het feit dat ze zonder pauselijke goedkeuring getrouwd waren. Paus Alexander VI gaf hen echter de titel het Katholieke koningspaar (Los Reyes Católicos), nadat zij de Oorlog van Granada (1482-1492) wonnen, en daarmee een einde maakten aan de 8 eeuwen durende Moorse aanwezigheid op het Iberisch Schiereiland.
Hendrik IV, de halfbroer van Isabella beschouwde het huwelijk echter als een inbreuk op het verdrag van Tratado de los Toros de Guisando dat bepaalde dat Isabella de troon zou krijgen mits hij haar echtgenoot uitkoos. Hendrik wilde namelijk eerder een alliantie met Portugal of Frankrijk dan met Aragon. Daarom besloot hij zijn dochter Johanna alsnog als erfgename aan te duiden. Na zijn dood in 1474 brak de Castiliaanse Successieoorlog uit, waarbij Johanna de steun kreeg van Portugal, en Isabella via haar man werd gesteund door Aragon en later ook door Frankrijk. Uiteindelijk kwamen Isabella en haar man in 1479 als overwinnaars uit de strijd.
Na deze overwinning en de troonsbestijging van Ferdinand waren beide kronen verenigd onder dezelfde vorsten. Desondanks bleven beide koninkrijken administratief gescheiden, elk met zijn eigen identiteit en wetten. Ook beide parlementen bleven gescheiden. Het enige gemeenschappelijke instituut zou de Spaanse Inquisitie worden. Hoewel beide vorsten één gemeenschappelijke titel droegen, hield ieder zich louter met zijn eigen gebieden bezig - al werden de beslissingen wel gemeenschappelijk genomen. Door zijn centrale ligging en grotere oppervlakte werd Castilië de dominante partner in de unie.
Dankzij de Reconquista was de Castiliaanse aristocratie zeer machtig geworden. De vorsten moesten echter hun macht over de adel en de clerus doen gelden daar stichtten ze de Consejo de la Hermandad die bekend zou worden als de Santa Hermandad (Heilige Broederschap) die moest dienen als een soort politiemacht om de burgers te beschermen. Verder namen ze maatregelen tegen de adel, ze verwoestten feodale burchten, verboden privé-oorlogen en verminderden de macht van de Adelantados (een gouverneurachtige militaire instelling). De verschillende militaire orden werden in 1495 verenigd onder de Consejo de las Órdenes die de koninklijke macht versterkte boven de feodale en de instelling van de Audiencia als het hoogste rechthof. De vorsten zochten ook de steden beter te controleren. In de Cortes van Toledo in 1480 creëerden ze de corregidores, afgevaardigden van de Kroon om toezicht uit te oefenen op de gemeenteraden.
In religie hervormden ze de religieuze ordes en trachtten ze de eenheid na te streven van de delen van de Kerk. Ze zetten de Joden onder druk om zich tot het katholicisme te bekeren in sommige gevallen vervolgd door de Inquisitie. Uiteindelijk besloten de vorsten in 1492 - na de val van Granada- dat zij die zich niet willen bekeren verbannen zouden worden. Er wordt geschat dat als gevolg hiervan tussen de 50,000 en 70,000 mensen uit Castilië verbannen werden. Vanaf 1502 begonnen ze met de bekering van de moslim bevolking.
Tussen 1478 en 1497 veroverden de vorsten de Canarische Eilanden (Gran Canaria, La Palma en Tenerife).
Op 2 januari 1492 betraden de vorsten dan de Alhambra van Granada waarmee de Reconquista officieel beëindigd was. Datzelfde jaar (her)ontdekte Christoffel Columbus de Nieuwe Wereld en in 1497 veroverde Castilië Melilla - tot op heden nog steeds een Spaanse enclave op de kust van Noord-Afrika. Na het afronden van de verovering van het Koninkrijk van Granada door Castilië richtte ze hun aandacht op het mediterrane gebied om Aragon te helpen met zijn problemen met Frankrijk. In 1504 leidde dit tot de herovering van Napels voor de Kroon van Aragon. Later dat jaar zou Isabella overlijden.

## 16e-17e eeuw: van wereldrijk tot crisis

### De regentenperiode
Isabella had haar man uitgesloten van de Castiliaanse lijn van opvolging ten voordele van haar dochter Johanna, die getrouwd was met Filips de Schone. Maar Isabella wist van haar dochters aandoening (ze was gekend als de Waanzinnige of de Zwakzinnige) en benoemde daarom Ferdinand als regent in het geval dat Johanna niet wilde of niet in staat was van te regeren. In het Akkoord van Salamanca van 1505 werd beslist de regering gedeeld zou worden door Johanna, Filips en Ferdinand. Al gauw bleek echter dat het totaal niet boterde tussen schoonvader en schoonzoon. Deze laatste zag zich in dit conflict gesteund door de Castiliaanse adel. Hierop trok Ferdinand zich terug in Aragon en liet hij bij het Concordia de Villafáfila van 1506 het regentschap definitief aan Filips. Hierop werd Filips die reeds in 1504 koning van Castilië gekroond was doch het jaar erop stierf deze. Aldus kwam Ferdinand weer terug als regent voor een allerlaatste keer.

### Koning Karel I ofwel keizer Karel V
Karel I verkreeg de Kroon van Castilië, Aragon en het Heilige Roomse Rijk door een combinatie van dynastiek, huwelijken en voortijdige overlijdens:
- de dood van zijn vader Filips I in 1506 waardoor hij de Nederlanden erfde
- de dood van zijn grootvader Ferdinand II in 1516 waardoor hij Aragon erfde. En door de ongeschiktheid van zijn moeder om te kunnen regeren kwam hier ook nog Castilië (en de Amerika's) bij.
- de dood in 1519 van zijn grootvader aan vaders kant, keizer Maximiliaan I waardoor op de troon van het Heilige Roomse Rijk gekozen werd als Karel V.

Karel werd niet erg welkom geheten in Castilië. Dit kwam gedeeltelijk doordat hij als buitenlandse koning werd beschouwd (hij was geboren in Gent). Maar nog voor zijn komst naar Castilië had hij reeds belangrijke posities gegeven aan Vlamingen en had hij Castiliaans geld gebruikt voor het opzetten van zijn Hof. De Castiliaanse adel en steden stonden op de rand van een opstand om hun rechten te verdedigen. Vele Castilianen gaven overigens de voorkeur aan Karels jongere broer Ferdinand die geboren en getogen was in Castilië. In feite was de Raad van Castilië zelfs ronduit tegen het idee van Karel als koning van Castilië.
In 1518 benoemde het Castiliaanse parlement in Valladolid de Vlaming Jean le Sauvage tot voorzitter. Dit leidde tot woedende protesten in het parlement dat de aanwezigheid van buitenlanders verwierp. Ondanks dreigementen hield het parlement (geleid door Juan van Zumel, vertegenwoordiger van Burgos) voet bij stuk en dwong het de koning de Castiliaanse wetten te verdedigen. Hij moest alle buitenlanders verwijderen van regeringsposten en Castiliaans leren. Na het zweren van een eed hierop verkreeg hij een subsidie van 600,000 dukaten.
Karel was zich bewust van het feit dat zijn keizer-zijn vele mogelijkheden bood en herstelde zijn autoriteit over Castilië om zo toegang te krijgen tot zijn rijkdommen om zijn imperialistische droom te kunnen verwezenlijken. Castilië was een van de meer dynamische, welvarende en vooruitstrevende rijken in Europa in de 16e eeuw en het begon zich te realiseren dat het kon ingebed raken in een wereldrijk. Dit, gevoegd bij het feit dat Karel zich niet aan zijn eed hield (wat een familietrek zou blijken te zijn), verhoogde de vijandigheden enkel maar tegenover de koning. In 1520 verwierp het parlement van Toledo een verdere eis voor geld van de koning en dat van Santiago de Compostella deed vervolgens hetzelfde. Hierop werd het parlement naar La Coruña verplaatst, vele leden werden omgekocht, andere toegang geweigerd met als resultaat dat een volgende subsidie toegestaan werd. Toen Karel in 1520 Castilië verliet, brak de Castiliaanse Oorlog van de Gemeenschappen uit die al snel werd onderdrukt waarna het parlement herleid werd tot een raadgevend orgaan. In 1556 deed Karel dan troonsafstand omdat hij zijn laatste jaren in rust wilde leven en hij ernstig leed aan de gevolgen van reuma. Het rijk werd hierop in twee gesplitst: de titel van keizer en bijhorende bezittingen van het huis Habsburg gingen naar zijn broer Ferdinand I van Oostenrijk , de Spaanse bezittingen en de Nederlanden naar zijn zoon Filips II.

### Het beleid van Filips II
Filips II zette het beleid van zijn vader voor maar, in tegenstelling tot zijn vader, kwam het zwaartepunt van het rijk nu in Castilië te liggen waar dat eerder de Nederlanden en dan vooral Vlaanderen was geweest. Hij maakt van Madrid de hoofdstad van zijn rijk en centraliseerde de administratie aldoor. De ander Iberische staten behielden hun autonomie maar werden vanaf nu geregeerd door een onderkoning die enkel aan Filips verantwoording had af te leggen.
Sinds de regering van zijn vader lag de financiële last hoofdzakelijk op Castilië. Onder Filips II kwam hier geen verbetering in. Integendeel, de lasten verviervoudigden zelfs. Naast het opleggen van nieuwe belastingen verhoogde hij ook de al bestaande. In 1567 vaardigde hij de proclamatie a Pragmática uit. Hierin verordende hij dat alle Moren de Moorse gebruiken en tradities moesten opgeven en katholiek moesten worden. Dit edict beperkte de religieuze, literaire en culturele vrijheid van het Moorse deel van de bevolking. Hierdoor brak de Moorse Revolte (1568-1571) uit die door Juan van Oostenrijk (Don Juan) neergeslagen wordt.
In 1575 belandde Castilië in een recessie waardoor de lonen bevroren werden; in 1590 werden dan door de Cortes de milliones goedgekeurd. Deze nieuwe belasting op voedsel smoorde elke zwakke aanzet tot industrialisering in de kiem, iets wat in andere staten juist tot hernieuwde bloei had geleid. In 1596 werden de lonen voor een tweede maal bevroren.

### Koninkrijk van de "Austrias Menores"
In de voorgaande koninkrijk werden de nationale instellingen altijd beheerd door beleerde mensen. Filips II rekruteerde vooral uit de Universiteit van Salamanca of de Universiteit van Alcalá. Na Filips III eiste de adel eens te meer het recht op om het land te besturen. Om dit duidelijk te stellen vaardigden ze een nieuwe verordening uit die opriep tot een zuivering van het bloed van Spanje. Religieuze vervolgingen leidden er ten slotte toe dat Filips in 1609 de Moren uit Spanje verdreef.
Met het leeglopen van de schatkist zocht de Hertog van Olivares (favoriet van de koning 1621-1643) naar een manier om de hegemonie van Filips IV te bewaren. Hiervoor voerde hij een reeks hervormingen door. De belangrijkste hiervan was de Unie van Armas waarmee hij een nieuw leger van 140.000 reservisten wilde vormen waarin elk deel van het rijk een proportioneel even groot aantal manschappen moest bijdragen om zo het rijk te beschermen. Zijn hervormingen mislukten echter en de Spaanse Kroon bleef een confederatie van koninkrijken.
Luis Méndez de Haro nam hierna de rol van Olivares als favoriet over tot 1665. Hij moest de interne conflicten (revoltes in Portugal, Catalonië en Andalusië) tot rust brengen en vrede met de ander Europese mogendheden bereiken aangezien Filips in oorlog lag met Frankrijk, Duitsland en Italië. Dit naast de al jaren durende strijd in de Nederlanden. Door al deze oorlogen zag hij zich genoodzaakt om Portugal in 1640 de onafhankelijkheid te laten na verschillende opstanden. In 1648 sloot hij mee het Verdrag van Münster (onderdeel van de Vrede van Westfalen) waarin hij de onafhankelijkheid erkende van de Verenigde Provinciën. Hierna stelde Spanje weinig meer voor als wereldmacht.
Na de dood van Filips IV in 1665 en doordat Karel II onmogelijk kon regeren (hij was zwaar fysiek misvormd en ook geestelijk gehandicapt) gleed Spanje langzaam af naar economische stilstand en volgde een onderlinge strijd tussen de verschillende favorieten. Ondanks zijn toestand trouwde hij tweemaal. Niet in staat kinderen te verwekken bleef hij uiteraard kinderloos. Daarom wees hij op zijn sterfbed Filips van Anjou een kleinzoon van Lodewijk XIV en Maria Theresia (zuster van Karel II) aan als troonopvolger. Na zijn dood in 1700 barstte echter de Spaanse Successieoorlog los omdat Lodewijk zijn troepen de Nederlanden instuurde om de aldaar gelegerde protestantse troepen te verdrijven. Dit werd door de andere Europese mogendheden gezien als een poging om Spanje bij Frankrijk in te lijven via zijn kleinzoon en dus eiste Leopold I de troon op daar zijn moeder Maria Anna van Spanje een zuster van Filips IV geweest was.

## Territoriale onderverdeling van Spanje binnen de Kroon van Castilië

### In Spanje
- Oud-Castilië/Castilla la Vieja
- Nieuw-Castilië/Castilla la Nueva
- Koninkrijk León/Reino de León
- Principaat van Asturië/Principado de Asturias
- Koninkrijk Galicië/Reino de Galicia
- Baskenland/Señorío de Vizcaya
- Provincie Gipuzkoa/Provincia de Guipúzcoa
- Provincie Álava/Provincia de Álava
- Extremadura
- Koninkrijk Murcia/Reino de Murcia
- Koninkrijk Córdoba/Reino de Córdoba
- Koninkrijk Jaén/Reino de Jaén
- Koninkrijk Sevilla/Reino de Sevilla
- Koninkrijk Granada/Reino de Granada (na 1492)
- Koninkrijk Navarra/Reino de Navarra (na 1512)

### Overzees
- Nieuw-Spanje/ Virreinato de Nueva España (na 1535)
- Onderkoninkrijk Peru/Virreinato del Perú (na 1542)
- Nieuw Koninkrijk Granada (na 1550)